# IL1B
IL1B (англ. Interleukin 1 beta) – білок, який кодується однойменним геном, розташованим у людей на короткому плечі 2-ї хромосоми. Довжина поліпептидного ланцюга білка становить 269 амінокислот, а молекулярна маса — 30 748.
| 10         |  | 20         |  | 30         |  | 40         |  | 50         |
| ---------- |  | ---------- |  | ---------- |  | ---------- |  | ---------- |
| MAEVPELASE |  | MMAYYSGNED |  | DLFFEADGPK |  | QMKCSFQDLD |  | LCPLDGGIQL |
| RISDHHYSKG |  | FRQAASVVVA |  | MDKLRKMLVP |  | CPQTFQENDL |  | STFFPFIFEE |
| EPIFFDTWDN |  | EAYVHDAPVR |  | SLNCTLRDSQ |  | QKSLVMSGPY |  | ELKALHLQGQ |
| DMEQQVVFSM |  | SFVQGEESND |  | KIPVALGLKE |  | KNLYLSCVLK |  | DDKPTLQLES |
| VDPKNYPKKK |  | MEKRFVFNKI |  | EINNKLEFES |  | AQFPNWYIST |  | SQAENMPVFL |
| GGTKGGQDIT |  | DFTMQFVSS  |  |            |  |            |  |            |

A: Аланін

C: Цистеїн

D: Аспарагінова кислота

E: Глутамінова кислота

F: Фенілаланін

G: Гліцин

H: Гістидин

I: Ізолейцин

K: Лізин

L: Лейцин

M: Метіонін

N: Аспарагін

P: Пролін

Q: Глутамін

R: Аргінін

S: Серин

T: Треонін

V: Валін

W: Триптофан

Кодований геном білок за функціями належить до цитокінів, мітогенів. 
Задіяний у таких біологічних процесах як запальна відповідь, поліморфізм. 
Локалізований у цитоплазмі, лізосомі.
Також секретований назовні.